# Pargny-lès-Reims
 Pargny-lès-Reims  es una población y comuna francesa, en la región de Champaña-Ardenas, departamento de Marne, en el distrito de Reims y cantón de Ville-en-Tardenois.

## Demografía
| 252 | 334 | 284 | 353 | 352 | 340 |
| Para los censos de 1962 a 1999 la población legal corresponde a la población sin duplicidades (Fuente: INSEE [Consultar]) |     |     |     |     |     |